# Ihsan Hadádí
Ihsan Hadádí (persky احسان حدادی, * 20. ledna 1985 Teherán) je íránský reprezentant v hodu diskem. Je držitelem asijského rekordu 69,32 m. Jeho trenérem je Kim Buchancov.
Je vítězem mistrovství světa juniorů v atletice 2004. Na mistrovství světa v atletice 2011 skončil na třetím místě, když hodil 66,08 m. Na Letních olympijských hrách 2012 získal za výkon 68,18 m stříbrnou medaili, když po většinu závodu vedl, ale pátým pokusem ho překonal Němec Robert Harting. Byla to první olympijská medaile z atletických soutěží v historii íránského sportu. Čtyřikrát vyhrál asijské hry (2006, 2010, 2014 a 2018) a pětkrát mistrovství Asie v atletice (2005, 2007, 2009, 2011 a 2017). Na hrách islámské solidarity vyhrál v roce 2013, druhý byl v roce 2017 a třetí v roce 2005.